# Hardenberg (Finsterwolde)
Hardenberg is een streek ten zuiden van het dorp Finsterwolde in de Nederlandse provincie Groningen. 
Het gebied grenst tegenwoordig aan oostzijde van de Blauwestad (deelgebied Het Riet). De Tjamme stroomt door het gebied. Aan noordwestzijde ligt Kromme Elleboog en aan zuidoostzijde het dorp Beerta.
De naam Hardenberg dateert uit de 17e eeuw. In 1639 werd gesproken over Hardenborch en de Hardenborger huisen. Hij zou verwijzen naar de vroeger aanwezige keileemrug in het landschap ("berg"), die bestond uit 'harde grond'. "Het gehucht de Hardenberg ligt wel twee ellen hooger, dan het dorp zelf, en heeft insgelijks eenen zandigen en kiezelachtigen grond", lezen we in 1839.

Vanuit FInsterwolde liep de Heede- of Edeweg (nu Klinkerweg, Oudfries ēde = 'turf'), die zich voortzette als de Veenweg naar Beerta. Deze weg werd in 1659 de Finsterwolder Torffwech genoemd. Volgens overleveringen leidde deze weg naar een los- en laadplaats aan de Tjamme. De schoolmeester van Finsterwolde wist in 1828 te berichten:
In ouden tijd bragt men zijne goederen over de Heedeweg ten westen in Finsterwold, langs deze laan, aan het Tjam, om van daar in schuitjes gepakt en naar elders vervoerd te kunnen worden.
Door de bouw van de Kanariebuurt (40 arbeiderswoningen) tussen de Klinkerweg en de Kromme Elleboog tussen 1933 en 1937 groeide Hardenberg vast aan Finsterwolde. Het is sindsdien alleen nog herkenbaar als plaatselijk toponiem. Het gebied is in de 20e eeuw deels beplant met bos, waarbij in 1952 sportpark De Hardenberg werd aangelegd, waar voetbalclub VV BNC speelt.

## Voorzieningen
In 1965 kwam het openluchtbad De Hardenberg gereed. In 1985 werd dit zwembad echter gesloten omdat het niet meer financieel exploitabel gemaakt kon worden. Kort na 1991 werd het zwembad gesloopt. In de jaren 2000 werd de locatie herontwikkeld tot bedrijventerrein. Er verrezen naast enkele bedrijven vooral publieke gebouwen, waaronder een nieuwe basisschool, een brandweerkazerne, een gezondheidscentrum/apotheek en een MFC met daarin het bestaande overdekte zwembad en een nieuwe sporthal. In 2023 werd het MFC door bezuinigingen van de gemeente Oldambt met sluiting bedreigd. Uiteindelijk werd het complex eind 2023 overgedragen aan een stichting die vanuit de gemeenschap van Finsterwolde en de omliggende dorpen is ontstaan.